# 巴列德列尔普
巴列德列尔普，是西班牙阿拉贡自治区韦斯卡省的一个市镇。总面积33平方公里，总人口51人（2001年），人口密度2人/平方公里。